# Májerszky Béla
Májerszky Béla (Nyíregyháza, 1845. április 16.–  Miskolc, 1919. december 31.) lengyel eredetű család 1741. október 21-én kapott armálist. Nógrád vármegyéből származtak, onnan kerültek át Sárosba, majd Zemplén vármegyébe. Apja, Májerszky Lajos Nyíregyháza város főjegyzője volt.
Őt már gyermekkorától szellemi pályára nevelték. Itthon járta az alsóbb iskola latinos osztályát, majd Eperjesen érettségizik, a jogi és államigazgatási záró vizsgáit Debrecenben fejezi be. Itthon a legtekintélyesebb ügyvédnél, Bodnár Istvánnál gyakornok. 1874-től városi tanácsnok, árvaszéki ülnök, az evangélikus egyház presbitere, jegyzője majd az egyháztanács világi elnöke.
1884-től már főjegyző és Bencs László tanácsnokkal sikeresen helyettesítik a köztiszteletben álló, de szélütötte polgármestert, Krasznay Gábort. 1902-ben pályázta meg és nyerte el a polgármesteri hivatalt: ezt 13 éven át vezette. Nyíregyháza fejlődésének néhány ma is meglévő eredménye az ő idejében keletkezett.
1902-04 között épült fel a Samassa József egri érsek által építtetett kéttornyú, római katolikus templom.
1906-ban a nyíregyházi tűzoltók a milánói nemzetközi versenyen aranyérmet nyertek.

Városvezetési sikereinek elismeréseként kapta 1910-ben az egyébként ritkán osztogatott magyar királyi tanácsosi címet: 
„Őfelsége a király Májerszky Bélát, Nyiregyháza város polgármesterét királyi tanácsossá nevezte ki. Ez a kitüntetés szülővárosának szentelt, 36 évi buzgó és lelkiismeretes szolgálatban szerzett érdemeknek az elismerése. A nyiregyházi önkéntes tűzoltó-egyesület, melynek Májerszky Béla egyik megalapítója s első főparancsnoka volt, a kitüntetés publikálása napján, pénteken este 7 órakor fáklyászenés felvonulással tisztelgett a polgármester házánál.” 

Ha lassan is, de fejlődött a város. A 20. század elejére kezdte elnyerni urbanizálódó arculatát. Távírda, Postapalota, vasútállomás, MÁV-székház, Takarékpalota, Nyírvíz-palota, villamosjárat, villany-közvilágítás bizonygatta lépten-nyomon, hogy Nyíregyháza városvezetése nem akart lemaradni az ország rangos települései mögött.
1915-ben 70 évesen ment nyugdíjba, a város lakosságának osztatlan elismerése és szeretete közepette. Élete utolsó hónapjait leánya családjánál töltötte Miskolcon, ahol egy istentisztelet alkalmával meghűlt és tüdőgyulladás következtében elhunyt. Miskolcon helyezték örök nyugalomra.
2005-ben Nyíregyháza Megyei Jogú Város Közgyűlése a Polgármesteri Hivatalban dolgozó köztisztviselők munkájának elismerésére a „Kiváló Köztisztviselői Munkáért” – „Májerszky Béla-díj” elnevezéssel kitüntetést alapított. E kitüntetésben a hivatalban legalább öt éve dolgozó köztisztviselő részesülhet, aki munkáját pontosan, felelősséggel, megbízhatóan végzi, akinek munkájában érzékelhető a közigazgatási tevékenység színvonalának, hatékonyságának fokozására való törekvés. A kitüntetés évente maximum két köztisztviselőnek ítélhető oda.
Keipert László festőművész az 1920-as évek elején készítette el portréját, amely a városházán látható.
Öccse, Májerszky Barnabás (1851-1916) a híres nyíregyházi gépgyár alapítója volt. Az 1896. évi budapesti ezredéves kiállításon több emlékérmet is átvett. Az egykori gyár emlékét ma a Vasgyár utca elnevezése őrzi.